# Thorius schmidti
Espèce
Statut de conservation UICN

 CR  : 
En danger critique
Thorius schmidti est une espèce d'urodèles de la famille des Plethodontidae.

## Répartition
Cette espèce est endémique de l'État de Puebla au Mexique. Elle se rencontre de 2 560 à 2 760 m d'altitude à Zoquitlán,.

## Étymologie
Cette espèce est nommée en l'honneur de Karl Patterson Schmidt.

## Publication originale
- Gehlbach, 1959 : New plethodontid salamanders of the genus Thorius from Puebla, Mexico. Copeia, vol. 1959, no 3, p. 203-206.